# サムライ・ロック (映画)
『サムライ・ロック』は、2015年公開の日本映画。
男性グループBOYS AND MENが総出演する映画の第1作であり、同グループの小林豊が主演を務める。2015年5月9日に東海地方および北陸地方で封切られ、順次全国で上映された。

## ストーリー
戦国時代、1551年（天文20年）の尾張国。若き日の織田信長は、父・信秀の位牌に抹香を投げつけ、葬儀を飛び出す。それに付き従う木下藤吉郎秀吉（後の豊臣秀吉）。自分のなすべきことが分からなくなった信長は、日蝕で太陽が欠けていく空を見上げる。すると突然暗雲が垂れ込め、雷鳴が轟くと、信長と秀吉の体は光に包まれて消えてしまう。
現代、2015年（平成27年）の名古屋。弱小芸能プロダクション「柴プロ」に所属するスリーピースロックバンド・リズムヘッドのギタリスト丹羽正巳は、バンドマンであった亡き父の夢を受け継ぎ、No.1アーティストを決めるコンテスト「JMC」で優勝し、アーティストとして成功することを夢見ている。リズムヘッドがイベントステージで演奏をしている最中、落雷により会場が停電。停電が収まると、ステージ上には戦国時代からタイムスリップした信長と秀吉の姿があった。柴プロの社長・柴田は、信長と秀吉を事務所にスカウトし、リズムヘッドに加入させる。信長と秀吉は現代に戸惑いながらも彼らと理解しあい、リズムヘッドの活動を続けてゆく。その中で、父の夢であったロックバンドでの成功にこだわっていた正巳は現状に苦悩しており、その姿は同じく父を失ったばかりの信長を翻弄する。
そんな彼らの前に、信長たちと同じく戦国時代からタイムスリップしていた松平竹千代（後の徳川家康）が現れる。柴田は竹千代をもスカウトし、リズムヘッドのメンバーと合わせて「究極のエンターテイメントを追求した新しいアイドル」SAMURAI ROCKを結成する。6人組となったSAMURAI ROCKは、「カリスマアイドルグループ」と呼ばれる大手芸能事務所所属の男性アイドルグループ・Buddies（バディーズ）に追いつくかと思われるほどの躍進を見せる。「JMC」でグランプリ獲得を目指すSAMURAI ROCKだが、Buddiesの所属事務所からの妨害工作により活動が出来なくなってしまう。だが、それまでSAMURAI ROCKを見下していたBuddiesのリーダー・加藤英夫は、所属事務所の社長に「ステージ上で直接対決がしたい」と懇願する。

## キャスト
★はBOYS AND MEN
- 小林豊★：織田信長
- 水野勝★：丹羽正巳 - リズムヘッドのボーカル兼ギタリスト。
- 本田剛文★：木下藤吉郎秀吉
- 田中俊介★：松平竹千代
- 勇翔★：滝川一翔 - リズムヘッドのドラマー。
- 若菜太喜★：池田弘樹 - リズムヘッドのベーシスト。
- 田村侑久★：加藤英夫 - Buddiesのリーダー。
- 辻本達規★：前田圭介 - Buddiesのメンバー。
- 土田拓海★：矢野徹人 - Buddiesのメンバー。
- 平松賢人★：竹中亮太 - Buddiesのメンバー。
- 吉原雅斗★：佐々佳彦 - Buddiesのメンバー。
- 篠田光亮：マネージャー - Buddiesのマネージャー。
- 藤吉久美子：朝倉京子 - Buddiesが所属する大手芸能事務所の社長。
- 石黒賢：柴田次郎 - リズムヘッドが所属する「柴プロ」の社長。かつて正巳の父とバンド仲間であった。

## 製作
2014年9月、BOYS AND MENのプロデューサーである谷口誠治が企画、BOYS AND MEN結成時よりミュージカル作品を手掛けてきた早野円が脚本を担当し、BOYS AND MENが東海地方にゆかりのある「三英傑」を扱った映画に総出演することが発表され、映画の製作にあたりCBCテレビ・東海テレビ・メ〜テレ・中京テレビの在名の民放テレビ局4局による「製作委員会」が設立されたことも発表された。同年12月に製作記者会見を行い、映画タイトル、キャスト、公開日時などの情報を発表。撮影は全て愛知県内で行われた。白川公園での路上ライブシーンや「SUNSHINE SAKAE」での握手会シーンなど、かつてBOYS AND MENが実際に活動に使用していた場所での撮影も行われた。

### スタッフ
- 監督：中島良
- 脚本：早野円、中川千英子
- 企画：谷口誠治
- 主題歌：BOYS AND MEN「零」（Fortune Records）
- 統括プロデューサー：長岡由美香
- プロデューサー：中西研二、清水真由美
- 制作：MMJ
- 宣伝：兼定力
- 配給：スターキャット
- 製作：Nagoya Dream Project 製作委員会（フォーチュンエンターテイメント、CBCテレビ、東海テレビ、メ〜テレ、中京テレビ、スターキャット）
- 協力：テレビ愛知

## プロモーション
『サムライ・ロック』公開前の2015年5月3日、東建ホールにて完成披露上映会が行われた。司会は永岡歩（CBCテレビ）、本仮屋リイナ（東海テレビ）、神取恭子（メ〜テレ）、濱田隼平（中京テレビ）の「製作委員会」テレビ局各局のアナウンサーが担当し、スペシャルゲストとして名古屋市長の河村たかしが登壇した。公開初日および2日目も、各局のアナウンサーが舞台挨拶の司会を務めている。映画の全国公開を受け、東京や関西地方でも舞台挨拶が行われた。
2015年4月に発行された小牧市の情報誌『小牧Walker』（角川マガジンズ）の表紙に、三英傑役を務めた小林豊・本田剛文・田中俊介が起用された。

## DVDリリース
- 『サムライ・ロック』（2015年11月18日）
- メイキングDVD『公開まで待てないっ!! 映画サムライ・ロック Special Making』（2015年4月19日）[11]

## 主題歌・劇中歌
『零/Fanfare』（ゼロ/ファンファーレ）は、BOYS AND MENの11枚目のシングル。2015年4月4日にFortune Recordsからリリースされた。表題曲2曲は、『サムライ・ロック』劇中のユニット・SAMURAI ROCKとBuddiesが歌う劇中歌で、そのユニット名義の曲として収録されている。映画主題歌は、BOYS AND MEN名義の方の「零」である。
2016年3月21日、BOYS AND MENオフィシャルブログにてメジャー・デビュー・シングル『ARC of Smile!』のリリースが決定したことが発表され、翌22日、このシングルがリリースされることが発表された（発表時のCDタイトルは映画と同じ「サムライ・ロック」）。リリースはこちらの方が『ARC…』より先である。
SAMURAI ROCKがジャケットのAバージョン、BuddiesがジャケットのBバージョンの2種形態でリリース。収録内容はA・Bバージョンとも同じである。
「零」（SAMURAI ROCK）のミュージック・ビデオは、三重県桑名市の六華苑で撮影された。

### 収録曲
1. 零 – 5:10
  - SAMURAI ROCK（小林豊・田中俊介・本田剛文・水野勝・勇翔・若菜太喜）
  - 作詞: YUMIKO、作曲・編曲: 渡辺亮希
2. Fanfare – 5:21
  - Buddies（田村侑久・辻本達規・土田拓海・平松賢人・吉原雅斗）
  - 作詞: YUMIKO、ラップ詞: 龍波しゅういち、作曲: 原田アツシ(Dream Monster)、編曲: 藤末樹
3. CAUTION!! – 4:01
  - リズムヘッド（水野勝・勇翔・若菜太喜）
  - 作詞: 児玉雨子、作曲・編曲: 原田アツシ(Dream Monster)
4. 零 – 5:11
  - BOYS AND MEN
5. 零 -instrumental- – 5:10
6. Fanfare -instrumental- – 5:21